# مهوش
معصومه عزیزی بروجردی یا مَهوَش (زادهٔ ۱۲۹۹ – درگذشتهٔ ۲۶ دی ۱۳۳۹) یکی از خوانندگان زن ایرانی در سبک موسیقی کوچه‌بازاری (عامیانه یا لاله‌زاری) در دههٔ ۱۳۳۰ خورشیدی بود. این هنرمند از خوانندگان لاله‌زاری به‌شمار می‌آمد و از چهره‌های کاباره‌ای تهران بود. مهوش در آغاز در محافل و مجالس خصوصی و عروسی‌ها برنامه داشت ولی بعد از کودتای ۲۸ مرداد ۱۳۳۲ در نخستین کابارهٔ مدرن تهران یعنی کافه جمشید به روی صحنه رفت و در بعد به موازات آن در باغ-کاباره بهشت تهران فعالیت می‌کرد.
خوانندگی مهوش شمار زیادی از مردم عادی و افراد معروف به داش‌مشدی یا جاهل‌ها (اوباش) را به خود جذب می‌کرد که در بسیاری مواقع رقابت بین جاهل‌ها باعث جنگ و جدال میان این افراد نیز بود. از جمله، بزرگ‌ترین دعوا در کافه جمشید میان گروهی به نام هفت‌کچلان با دیگر اوباش بر سر مهوش اتفاق افتاد. مهوش در چند فیلم سینمایی نیز علاوه بر رقص و خوانندگی بازی کرد. برخی از کارگردانان سینمای آن روز ایران برای تضمین موفقیت فیلم‌های خود حتماً صحنه‌ای از رقص و آواز مهوش را در فیلم خود می‌گنجاندند. عباس شباویز در آخرین سال زندگی مهوش چهار ترانه از او را در فیلم گل گمشده جای داد. آخرین فیلمی که مهوش در آن به ایفای نقش و اجرای آواز پرداخت فیلم مادر فداکار به کارگردانی و نویسندگی ابراهیم قادری بود. مهوش در زمان تولید همین فیلم درگذشت و کارگردان ناچار شد با تغییر فیلمنامه، مرگ مهوش را نیز وارد داستان کند.
بسیاری از ترانه‌های مهوش تا مدت‌ها سر زبان مردم ایران بود و هنوز نیز گاه اشاراتی به آن‌ها می‌شنوید که نسل‌های بعدی نمی‌دانند این اشاره‌ها به چیست. مانند ترانهٔ «مادر شوهر، دشمنته» یا «این دست کجه؟ کی می‌گه کجه» یا «وقتی که از هند اومدم، این‌قده بودم و این‌قده شدم» یا «غلطه، آی غلطه، غلط‌غلوط و غلطه».
دیگر آهنگ‌های معروف او دید بزن، دختر شب، یار شیرازی و چارلی چاپلین هستند.
مهوش در دهه چهل خورشیدی به همراه آفت و شهپر محبوبترین خوانندگان کوچه بازاری بودند.
القاب وی 《بمب شور و حال ایران》 و 《مریلین مونرو ایران》 هستند.

## زندگی‌نامه[۲]

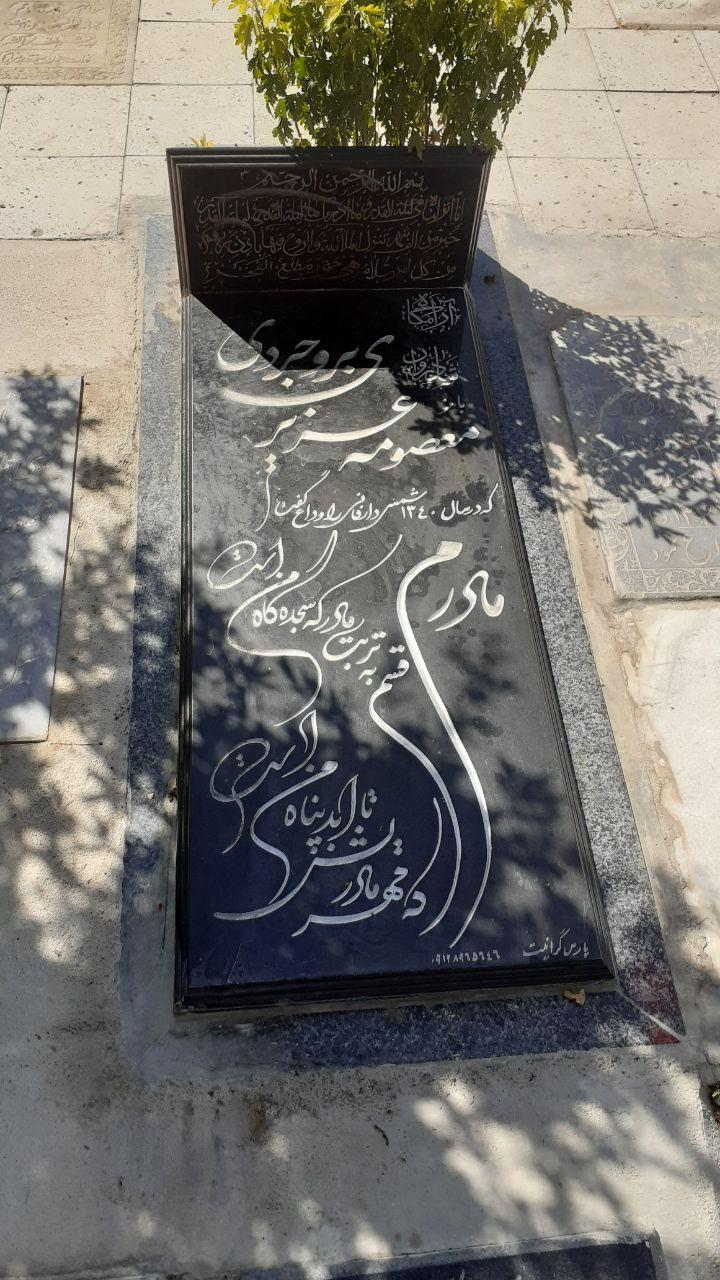
مهوش یا همان معصومه عزیزی بروجردی که سنگ مزارش بارها توسط مخالفین شکسته شد. این آخرین سنگ قبر وی است. روی سنگ قبر نوشته شده «مادرم». بر اساس مندرجات روزنامه اطلاعات، مورخ ۲۸ دی ۱۳۳۹، صفحه ۲۲، مهوش دو فرزند داشته است. اشرف و خسرو که اولی در آن زمان ۱۱ ساله و دیگری ۴ ساله بوده است. تصویر این دو نیز در روزنامه درج شده است.

معصومه عزیزی بروجردی در زمستان سال ۱۲۹۹ خورشیدی در بروجرد به دنیا آمد. کودکی را در همین شهر گذراند اما در نوجوانی به همراه مادرش به تهران رفت. وی در تهران به یکی از بنگاه‌های موسیقی شاد و محفلی پیوست که به اجرای موسیقی زنده در مجالس عروسی و کافه‌ها می‌پرداخت و در اینجا بود که نام مهوش را برای خود انتخاب کرد. ازدواج ناموفقی تجربه کرده بود که در زمان مرگ یک دختر ۱۱ ساله بنام اشرف شکوری از آن ازدواج داشت. مهوش بعدها با یکی از اعضای گروه به نام بهرام حسن‌زاده ازدواج کرد که در زمان مرگ پسر چهار ساله‌ای بنام خسرو از این ازدواج داشت. حسن‌زاده نوازندهٔ ویولون بود او تا پایان زندگی مهوش او را در کافه‌های مختلف همراهی می‌کرد. صدای خوش و رقص هنرمندانهٔ مهوش و تصنیف‌های ساده و اشعار همه‌فهم عامل معروفیت و شهرت او شده بود. این شرایط پای وی را به کاباره‌های معروف تهران باز کرد. مهوش در سال ۱۳۳۲ وارد رادیو نیروهوایی شد. مهوش بعدها به هنرپیشگی در فیلم‌های آن زمان نیز پرداخت که برای وی شهرتی در سطح کشور به ارمغان آورد.∗
مهوش در دوره فعالیت خود حدود ۳۵۰ ترانه اجرا کرده بود که حدود ۴۰ ترانه ضبط و بر روی صفحه به فروش بالایی دست یافته بود.
مهوش در شهرهای مختلف ایران به اجرای کنسرت پرداخت و برای اجرای آخرین کنسرتش به اراک رفته بود، او در اراک در چندین کاباره و مجموعه فرهنگی، هنری باغ فردوس اراک به اجرای کنسرت پرداخت. مهوش همچنین نویسنده کتاب راز کامیابی جنسی نیز است.
وی در ساعت حدود ۱۱ شب ۲۶ دی ماه ۱۳۳۹ در حال رانندگی یک اتومبیل فولکس واگن Karmann Ghia در خیابان شاه تهران بود که در تصادف با یک تاکسی کشته شد. در این تصادف راننده فولکس که مهوش بود به دلیل سرعت زیاد و عدم رعایت حق تقدم مقصر شناخته شد. مهوش و همراهانش مهری فبیحوان (ژنی) هنرپیشه تئاتر، حشمت‌الله جودکی (نوازنده ویلن)، علی تبریزی (ربانی) نوازنده و علی قندی (همسر مادر مهوش) در بازگشت از مراسم جشنی دچار این حادثه شدند. سال قبل از این تصادف نیز او به دلیل تصادف با دختری تحت تعقیب قرار گرفته بود.
انتشار خبر مرگ مهوش، رکورد جدیدی از فروش روزنامه در ایران آن زمان را به جای گذاشت. در مراسم تشییع جنازهٔ مهوش جمعیت عظیم و قابل توجهی از دوستدارانش شرکت داشتند.
پس از درگذشت مهوش، معلوم گشت که وی بخش اعظم درآمد خود را صرف نیکوکاری می‌کرده و هزینهٔ ده‌ها کودک یتیم را تقبل کرده بود.∗

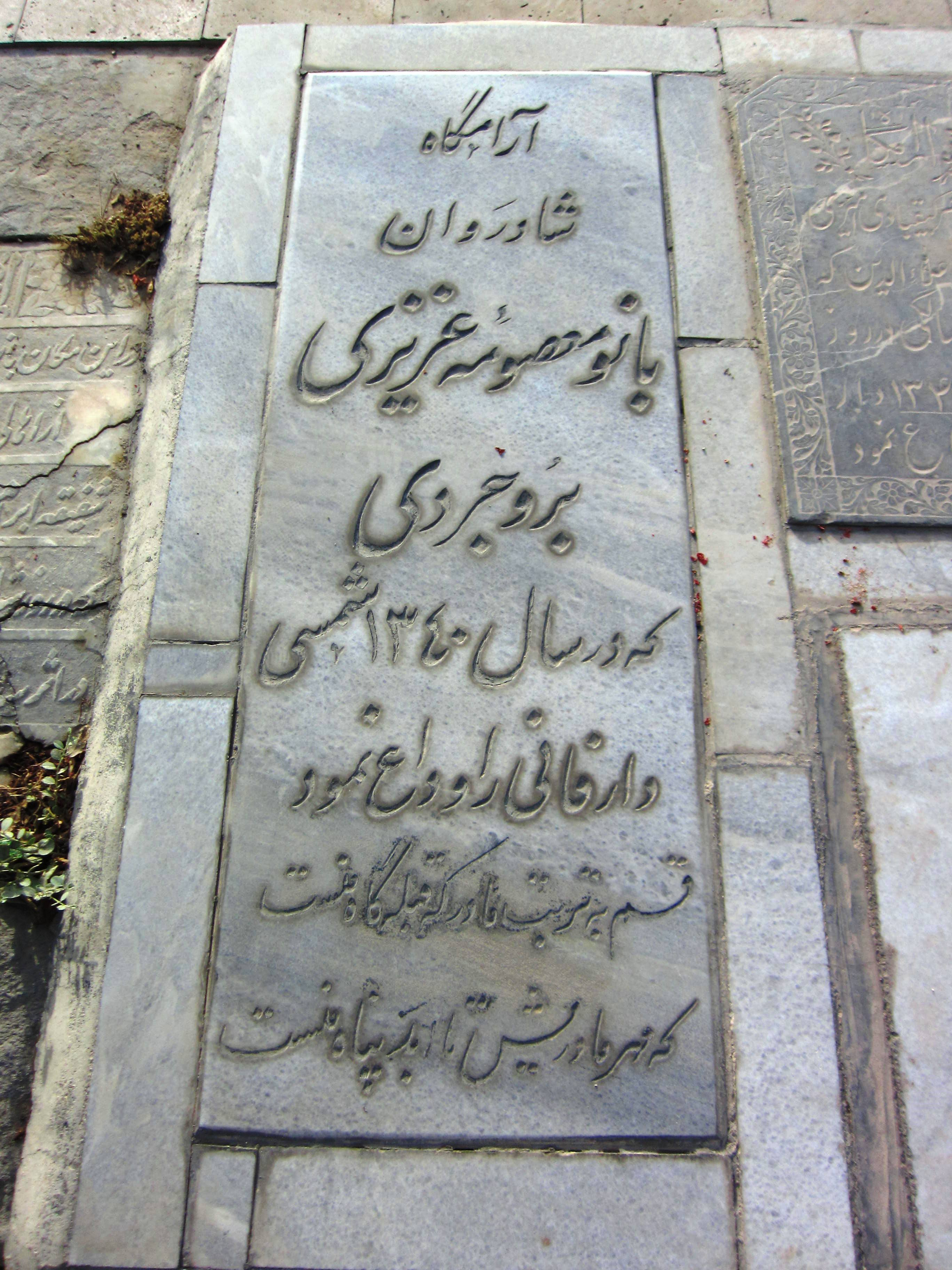
آرامگاه مهوش در گورستان ابن‌بابویه، شهر ری

آرامگاه مهوش در گورستان ابن‌بابویه شهر ری واقع شده است. بر روی سنگ قبر وی سال فوت را ۱۳۴۰ نوشته در حالی که وی در دی ۱۳۳۹ در گذشته است.

## کتاب
مهوش یکی از نخستین زنان ایرانی بود که خاطرات خود را به رشته تحریر درآورد و در سال ۱۳۳۶ در تهران چاپ کرد. هرچند خاطرات سهم کوچکی را در این کتاب که راز کامیابی جنسی نام دارد، به خود اختصاص می‌دهد؛ چنان‌که حمید نفیسی این کتاب را بیش از خودزندگی‌نامه شبیه به یک راهنمای آمیزش جنسی می‌داند. مهوش در خرداد ۱۳۳۹ به دلیل انتشار این کتاب تحت پیگرد قضایی قرار گرفت. او سبب نگارش این کتاب را به اشتراک گذاشتن تجربیات خود با خوانندگان می‌داند و می‌نویسد: «این مطالب چون حاصل یک عمر تجربه زنی است که باکمال سادگی و صداقت در اختیار شما می‌گذارد فوق‌العاده گرانبهاست… از شما ای خوانندگان عزیز انتظار دارم که به پاداش زحمت من، به خاطر کامیابی‌ها و ناکامیابی‌های من، برای شکست‌ها و موفقیت‌های من و بالاخره به خاطر دل سوخته و دردمند من که آرزومند سعادت عموم زنان و مردان جوان است این سطور را با دقت بخوانید.» او در این کتاب خود را «مهوش رضائی‌فرد» متولد پاریس معرفی کرده است.

## فیلم‌شناسی

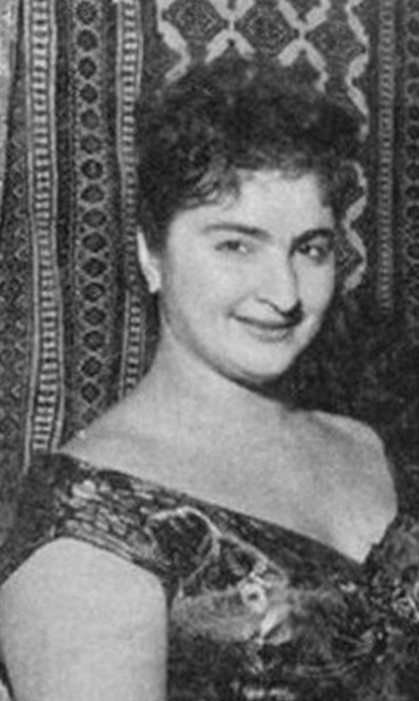

## فیلم‌شناسی[۵]

### بازیگری
- مادر فداکار (۱۳۳۹)
- دختری از اصفهان (۱۳۳۹)
- از پاریس برگشته (۱۳۳۸)
- دو عروس برای سه برادر (۱۳۳۸)
- یکی بود یکی نبود (۱۳۳۸)
- شاباجی خانم (۱۳۳۷)
- برهنه خوشحال (۱۳۳۶)
- نردبان ترقی (۱۳۳۶)
- لیلی و مجنون (۱۳۳۵)
- خورشید می‌درخشد (۱۳۳۵)

### رقص و آواز
- یکی بود یکی نبود (۱۳۳۸)
- فرشته فراری (۱۳۳۹)
- گل گمشده (۱۳۴۱)
- کلام حق (۱۳۵۶)